# Masdevallia manningii
Masdevallia manningii là một loài thực vật có hoa trong họ Lan. Loài này được Königer mô tả khoa học đầu tiên năm 2001.